# Myriam Sienra
Myriam Sienra (Concepción, 27 de marzo de 1939-10 de diciembre de 2020) fue una actriz paraguaya, egresada de la Academia de Arte Dramático “Silvio D’Amico” en Roma, y periodista.
Ha realizado más de sesenta y cinco interpretaciones teatrales y varios largometrajes. Fue adjudicada con diversos premios a nivel nacional como "Maestros del Arte", otorgado por el Centro Cultural "El Cabildo" en la categoría "Teatro", así como el premio Oscar Trinidad, otorgado por la Secretaría Nacional de Cultura.

## Carrera artística
Su carrera artística incluye participación estelar y secundaria en diversos largometrajes con reconocimiento nacional e internacional como Miss Ameriguá (1994), O Toque do Oboé (1998), Miramenometokei (2003) y 7 cajas (2012).
Entre sus obras teatrales más reconocidas se encuentran Velada de Aregúa (1974), La casa de Bernarda Alba (1983), Las troyanas (1984), Las viudas (2015), Casi, casi una familia normal (2017) y El hijo de la novia (2018).
Ha publicado cuatro discos con poemas y música jesuítica e indígena.

### Cargos
Fue directora del Teatro Municipal de Asunción "Ignacio A. Pane" y directora general del Instituto de Bellas Artes dependiente del Ministerio de Educación y Cultura.
En 1991, formó parte de la Comisión Directiva del Centro Latinoamericano de Creación e Investigación Teatral en Paraguay.

## Fallecimiento
Myriam Sienra falleció durante la madrugada del 10 de diciembre de 2020 víctima de un infarto mientras dormía. Tenía ochenta y un años.